# Anton Magdič
Anton Magdič, slovenski zdravnik in rodoljub, * 17. januar 1820, Ivanjkovci, † 23. januar 1879, Ormož. 
Po končani ljudski šoli in gimnaziji je šel leta 1841 s štipendijo štajerskih deželnih stanov na Dunaj študirat medicino, ki jo je končal 1847 z disertacijo Die physische Erziehung der Kinder. Nato je bil do smrti zdravnik v Ormožu, razen v letih 1849–1851, ko je v Ljutomeru nadomeščal dr. Matijo Preloga. Magdič je bil v svojem času prvi ormoški narodnjak. Dunajska Slovenija ga je 1848 predlagala za poslanca v državni zbor. Bil je dopisnik Kmetijskih in rokodelskih novic in drugih časopisov. V letih 1851–1879 je bil član občinskega sveta in v ustavni dobi član okrajnega šolskega sveta v Ormožu.